# Étienne Nicolas Lefol
Pour les articles homonymes, voir Lefol.
 (janvier 2020).
Si vous disposez d'ouvrages ou d'articles de référence ou si vous connaissez des sites web de qualité traitant du thème abordé ici, merci de compléter l'article en donnant les références utiles à sa vérifiabilité et en les liant à la section « Notes et références ».
Étienne Nicolas Lefol, né le 24 octobre 1764 à Giffaumont (Marne), mort le 5 septembre 1840 à Vitry-le-François (Marne), est un général français de la Révolution et de l’Empire.

## Biographie

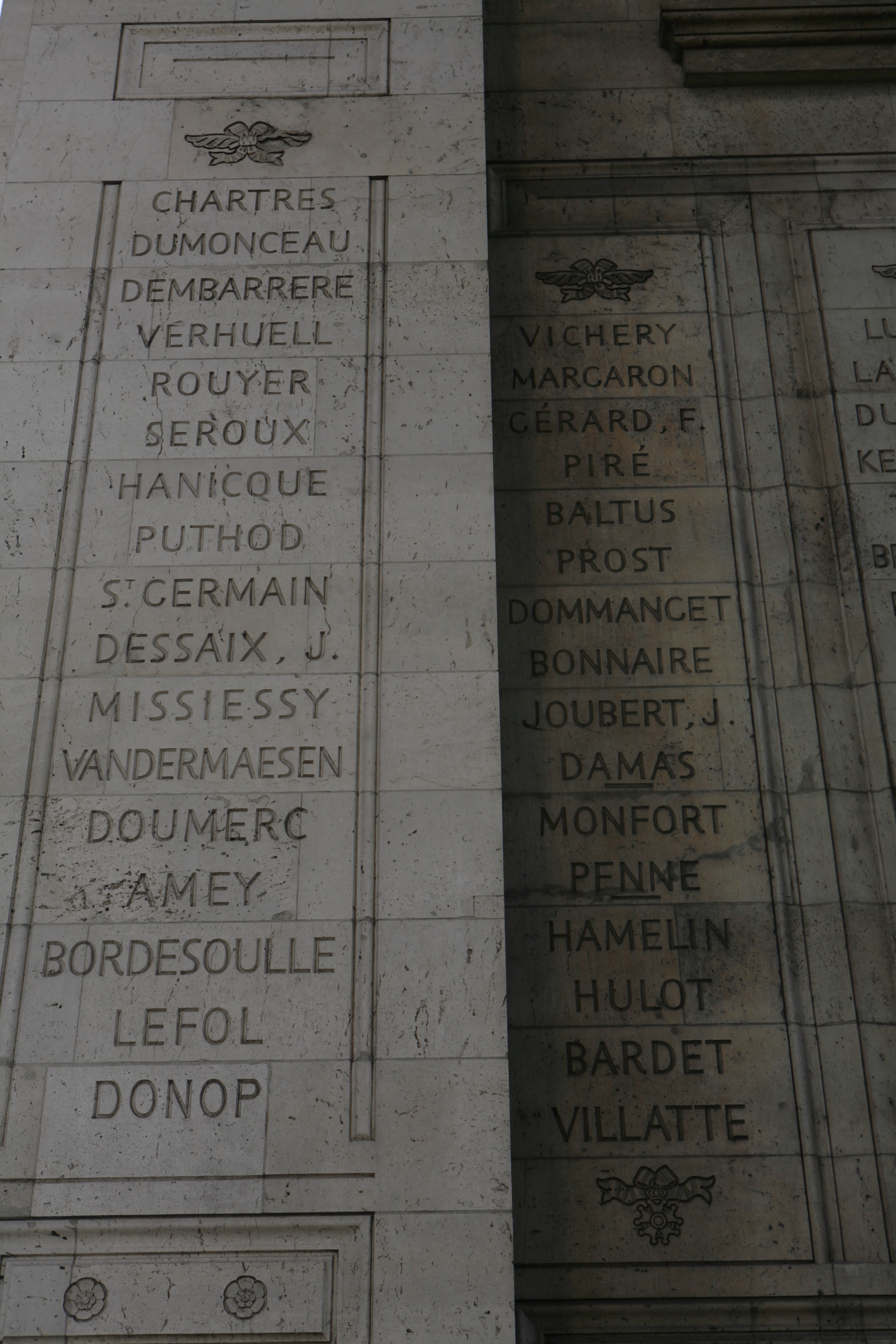
Noms gravés sous l'arc de triomphe de l'Étoile : pilier Ouest, 1re et 2e colonnes.

Il entre en service le 19 juin 1786, comme dragon dans le régiment colonel général, et il est congédié le 9 novembre 1788.
Il reprend du service le 4 septembre 1791, comme capitaine dans le 3e bataillon de volontaires de la Marne, et il passe dans l’infanterie, dans la légion des Ardennes le 26 novembre 1792. Il assume les fonctions d’adjoint à l’adjudant général Saligny du 19 mai 1794 à février 1797.  Le 17 mars 1797 il est employé à la suite de l’état-major de l’armée de Mayence, et le 24 mars 1798 il devient adjoint à l’adjudant général Cacatte à l’armée du Danube.
Il est nommé chef de bataillon le 5 février 1799 et adjudant-général chef de brigade le 25 juillet suivant. Il est fait prisonnier par les Autrichiens le 18 septembre 1799 devant Mannheim. Il est libéré en juin 1800 et il est envoyé à l’armée du Rhin. Il participe à la bataille de Hohenlinden le 3 décembre 1800 et il est de retour en France après la paix de Lunéville du 9 février 1801.
Le 21 septembre 1803 il passe adjudant commandant à la 22e division militaire, puis au camp de Montreuil le 31 décembre 1803. Il est fait chevalier de la Légion d’honneur le 5 février 1804 et officier de l’ordre le 14 juin suivant.
Il fait les campagnes d’Autriche de Prusse et de Pologne de 1805 à 1807 à l’état-major du 6e corps d’armée.
Fin 1807 il est affecté à l’armée d’Espagne, il est promu général de brigade le 12 novembre 1808 et il est créé baron de l’Empire le 22 novembre 1808. Il est rattaché au 1er corps  dans le sud de l’Espagne avec les divisions Ruffin et Villatte. En mars 1808, il est donataire d'une rente de 4 000 francs annuelle sur les bien réservés en Westphalie.
Il est élevé au grade de commandeur de la Légion d’honneur le 6 août 1811 et il est nommé général de division le 30 mai 1813. En septembre il rejoint le quartier général de Mayence pour prendre le commandement de la 2e division du 6e corps de la Grande Armée. Il est blessé d’un coup de feu à la tête le 18 octobre 1813 à la bataille de Leipzig. Le 29 décembre 1813, guéri de sa blessure, il prend le commandement d’une division sous les ordres du maréchal Ney, avec laquelle il fait la campagne de France. En juin 1814, il est mis en non activité.
Lors de la première restauration il est fait chevalier de Saint-Louis le 29 juillet 1814 et le 15 janvier 1815 il prend le commandement de la 2e subdivision de la 15e division militaire à Lyon. 
Le 31 mars 1815 il est rappelé à Paris par Napoléon qui lui confie le commandement de la 8e division d’infanterie au 3e corps de l’armée du Nord. Le 16 juin 1815, à la bataille de Fleurus, il s’empare du village de Saint-Amand, d’où il chasse l’ennemi à la baïonnette. 
Il est admis à la retraite le 2 octobre 1815 et il est placé dans le cadre de réserve de l’état-major général le 7 février 1831. Il est mis définitivement à la retraite le 1er mai 1832.
Il meurt le 5 septembre 1840, à Vitry-le-François et est inhumé là-bas..
Son nom figure sur l'Arc de Triomphe sur la 1re colonne.

## Armoiries
| Figure | Nom du baron et blasonnement |
| ------ | --- |
|        | Armes du baron Étienne Nicolas Lefol et de l'Empire, décret du 19 mars 1808, lettres patentes du 22 novembre 1808, commandeur de la Légion d'honneur D'argent; au chevron d'azur, à deux lions adossés et contre issant des flancs du chevron aussi d'azur; quartier des barons militaires Livrées : les couleurs de l'écu. |